# Brachymenium nigrescens
Brachymenium nigrescens är en bladmossart som beskrevs av Bescherelle 1880. Brachymenium nigrescens ingår i släktet Brachymenium och familjen Bryaceae. Inga underarter finns listade i Catalogue of Life.